# Cyrtosia obscuripes
Cyrtosia obscuripes är en tvåvingeart som beskrevs av Friedrich Hermann Loew 1855. Cyrtosia obscuripes ingår i släktet Cyrtosia och familjen svävflugor. Inga underarter finns listade i Catalogue of Life.